# Montesa 250 H6
A Montesa 250 H6 é um modelo de moto da espanhola Montesa, produzida no Brasil pela Ibramoto, do Paraná, e lançada em 1982. Esta motocicleta dificilmente se adapta para o uso diário no trânsito como ocorre com a maioria dos modelos do tipo trail da época (Honda FS e Yamaha TT 125. A Montesa 250 H6 é uma motocicleta feita exclusivamente para o Trail, com pisos irregulares por causa da potência do motor, do conjunto de suspensão, dos pneus enduro e do câmbio bastante curto. É uma moto que, junto com a habilidade do piloto, ultrapassa os obstáculos com facilidade: barrancos, riachos, subidas íngremes, etc.

## Estilo mais agressivo
Mas seu comportamento geral no asfalto cai muito: A Montesa 250 H6 tem câmbio inconveniente no trânsito, motor que consome muita gasolina e óleo dois tempos, estabilidade reduzida por causa dos pneus, elevado nível de ruídos e falta de componentes indispensáveis para maior segurança do motociclista.
A 250 H6 tem algumas diferenças ao modelo original espanhol: tanque de combustível de novo formato (mais fino e alto), pintado em amarelo e com nova decoração: tem o tradicional distintivo Montesa e um filete preto em sua parte inferior. As laterais são na cor branca dos pára-lamas e nelas está escrito o nome do modelo - 250 H6.
O estilo da moto ainda ganhou mais vida com a pintura vermelha do chassi e da parte inferior do garfo dianteiro. O motor e escapamento continuam pintados de preto.
Essas inovações introduzidas na linha espanhola para 1982 deram mais harmonia ao estilo da nova moto, que ficou ainda mais agressiva e com mais aparência de uma verdadeira "puro-sangue".

## Ótimo comportamento
A Montesa 250 H6 tem guidão especial, com reforço, que dá boa maneabilidade principalmente em pisos irregulares.
O novo formato do seu tanque permite que o motociclista encaixe melhor as pernas para guiar a moto de pé -  posição em que mais se dirige no trail. Assim, o conjunto formado por guidçao, banco, tanque e pedaleiras proporcioma ótima posição de dirigir.
O assento da moto é estreito e curto, bem apropriado para suas finalidades esportivas, mas com espaço suficiente para levar garupa.
Outros detalhes também são especiais para o trail: o escapamento sai por cima do motor para evitar batidas e fica em ótima altura para se enfrentar riachos; os pedais retráteis, que não se entortam com batidas; e os pára-lamas de fibra de vidro, que suportam bem os choques.
Mas os os pára-lamas nacionais não têm a mesma resistência dos importados, de plástico injetado, que são praticamente inquebráveis.
O potente motor da moto é responsável pelo seu excelente rendimento em pisos irregulares. Acoplado a um conjunto de transmissão bastante curto (por utilizar relação de coroa e pinhão de 4,500:1), o motor da Montesa 250 H6 desenvolve rapidamente nas acelerações (faz de 0 a 100 km/h em apenas 10,35 segundos).
Mas não consegue atingir uma velocidade máxima mais razoável (obteve a média de 126,315 km/h).

## Alto consumo
Este conjunto motor-câmbio é assustador em relação ao consumo de combustível: obteve média de consumo de gasolina de 13,48 km/litro, enquanto a de óleo dois tempos chegou a 264,68 km/l.
Apesar do tanque de combustível ter capacidade para 10,2 litros, a autonomia desse modelo é muito pequena: cerca de 120 km.
Mas seu excelente comportamento em pisos de terra é obtido também por meio do conjunto de suspensão e dos pneus enduro. Os amortecedores dianteiros tem curso de 19,5 cm e os traseiros, 16,5 cm por causa do outro encaixe do chassi. Assim, esse conjunto permite que se enfrente os mais diversos tipos de obstáculos.
É claro, também, que a suspensão é muito auxiliada pela utilização de pneus com "biscoitos" bem largos, que têm comportamento excepcional na terra e no barro. Em pisos de terra, a Montesa realmente provou ser muito segura. Além da ótima estabilidade, apresenta bons freios dianteiro e traseiro, que são bem dimensionados (130 mm no tambor da roda dianteira e 150 mm na traseira). Os tambores dos freios foram especialmente projetados para se andar na terra, já que evitam o bloqueio das rodas para que a moto não escorregue nesse piso. Por isso mostram pouca eficiência no asfalto.

## Iluminação precária
Com características , especialmente esportivas para enfrentar pisos difíceis, a Montesa 250 H6 é uma outra motocicleta quando utilizada na cidade - é quase impossível adaptá-la para o uso diário no trânsito urbano.
O sistema de iluminação da Montesa 250 H6 não convida motociclista a utilizá-la depois do pôr-do-sol. O farol tem um foco extremamente fraco nos dois fachos, e na verdade, ilumina apenas o pára-lamas dianteiro.
É muito sentida, também, a falta de espelhos retrovisores, dos piscas direcionais e da chave de contato - deixar a 250 H6 na rua pode ser a grande oportunidade de perdê-la. E até para dar a partida dessa moto é complicado, pois o pedal é mal colocado.
Essas dificuldades todas para o uso dessa Montesa na cidade existem porque ela foi realmente pesquisada e dimensionada para competir. Tanto é que depois de um exercício de trail ela requer, sempre, uma completa revisão.
Por causa do seu conjunto de suspensão muito rígido, o rodar da moto é áspero no asfalto, e se torna bastante cansativo quando se faz percursos mais longos. O conforto é ainda prejudicado, na cidade, por um motor muito barulhento, que vibra demais, além do elevado nível de ruído do escapamento.
As marchas são bem curtas por causa da utilização de relação também muito curta entre a coroa e o pinhão. Isso provoca constantes trocas de marchas no trânsito, além de contribuir sensivelmente para o aumento no gasto de combustível.
A estabilidade no asfalto também é prejudicada pela utilização de pneus especiais para competir na terra. Os "biscoitos" largos desses pneus provocam oscilações ao se fazer curvas e, principalmente, nas faixas pintadas no asfalto.
O conjunto de freios, projetado especialmente para melhor desempenho na terra, tem atuação pouco progressiva no asfalto.

## No trânsito
A Ibramoto (fabricante das Montesas 250 H6 e 360 H6) não parece ter se preocupado com a utilização de suas motocicletas no trânsito e na estrada. Ela pode ter todo o direito de transitar em qualquer local, mas possui muitas restrições.
A Montesa 250 H6 não possui espelhos retrovisores. Também não dispõe de piscas direcionais e a lanterna traseira não acende quando se usa o freio. Isso porque a lanterna nacional só permite colocação de lâmpadas de um filamento - ao contrário da importada que usa dois filamentos.
Bastaria à fábrica equipar a moto com a lâmpada de dois filamentos, pouco mais cara que as de um. A falta da chave de contato também é outro problema grave. Na hora de deixar a motocicleta estacionada em local público, a trava de direção não é suficiente para evitar um roubo.

## Desempenho e economia
Velocidade máxima: 126,76 km/h

### Consumo
Faixa de consumo em teste e estrada: de 10,58 a 14,39 km/l 

Média geral: 13,48 km/l 

Faixa de consumo de óleo 2 tempos em teste e estrada: de 201,52 a 327,85 km/l 

Média de consumo de óleo 2 tempos: 264,68 km/l

### Aceleração
| Variação de velocidade (km/h) | Tempo  | Marchas utilizadas |
| ----------------------------- | ------ | ------------------ |
| 0-40                          | 2,3s   | 1ª/2ª              |
| 0-60                          | 4,52s  | 1ª/2ª/3ª           |
| 0-80                          | 7,07s> | 1ª/2ª/3ª/4ª        |
| 0-100                         | 10,35s | 1ª/2ª/3ª/4ª/5ª     |
| 0-120                         | 17,61s | Todas              |
| 500m                          | 20,43s | Todas              |
| 1000m                         | 34,66s | Todas              |

### Espaços de frenagem
Espaços de frenagem 40m: 8,00m 

Espaços de frenagem 60m: 20,15m 

Espaços de frenagem 80m: 44,30m 

Espaços de frenagem 100m: 60,15m 

Espaços de frenagem 120m: 80,25m

### Aferição dovelocímetro
| Velocidade indicada (km/h) | Velocidade real |
| -------------------------- | --------------- |
| 40                         | 34,917          |
| 60                         | 53,571          |
| 80                         | 72,144          |
| 100                        | 94,737          |
| 120                        | 113,838         |

## Características técnicas

### Motor
Motor: Monicilíndrico, 2 Tempos, refrigerado à ar

Cilindro: em alumínio com camisa de aço inclinado para frente. 

Cilindrada: total de 346,3 cc, pistão de 70mm de diâmetro com 64mm de curso. 

Taxa de compressão: Não disponível. 

Carburador: Bing de 34mm de venturi. 

Ignição: 6 Volts. Sistema de ignição eletrônica,  Sistema de partida primária do motor à pedal. 

Lubrificação: Mistura direta de óleo 2 tempos no tanque. Capacidade de óleo do cárter de 0,3 litros. 

Filtro de ar: Espuma de poliuretano úmido com óleo 2 tempos.

### Transmissão
Sistema de redução primária: Por engrenagem. 

Relação de redução primária: 71/22 (3,227). 

Sistema de redução secundária: Por corrente. 

Relação de redução secundária: 54/12 (4,500). 

Embreagem: Banhada a óleo. 

Tipo de caixa de marchas: Engrenamento constante, 6 marchas à frente. 

Sistema de operação: Operação com pedal do lado esquerdo.
Relação de transmissão: 

1ª (Primeira): 2,400 

2ª (Segunda): 1,615 

3ª (Terceira): 1,200 

4ª (Quarta): 0,941 

5ª (Quinta): 0,789 

6ª (Sexta): 0,650

### Dimensões e pesos
Comprimento total: 2.180mm 

Largura total: 850mm 

Altura total: Não disponívelm 

Altura do assento: 900mm 

Distância entre eixos: 1.425mm 

Vão livre mínimo: 290mm 

Ângulo de inclinação: Não disponível 

Avanço: Não disponível 

Peso: Líquido (seco) de 115 kg  

Raio de giro  mínimo: Não disponível 

Pneus 

Dianteiro: 2,75 X 21"; pressão de 12,8/7.0 libras

Traseiro: 4,00 X 18"; pressão de 21/16 libras

Suspensão 

Dianteira: Garfo telescópico 

Traseiro: Braço oscilante triangular 

Amortecedores 

Dianteiro: Pneumático Marzocchi, regulável em pressão de ar a altura 

Traseiro: Marzocchi, tipo óleo-pneumático, molas de tensão regulável 

### Instalação e equipamentos elétricos
Fonte de carga: Magneto 

Vela de ignição: B7ES (NGK) 